# Mauricio Rueda Beltz
Mauricio Rueda Beltz (Bogotá, 8 de janeiro de 1970) é um diplomata e prelado colombiano da Igreja Católica pertencente ao serviço diplomático da Santa Sé.

## Biografia
Foi ordenado sacerdote em 6 de dezembro de 1998, sendo incardinado na Arquidiocese de Bogotá. É licenciado em direito canônico.
Ingressou no serviço diplomático da Santa Sé em 1 de julho de 2004 e trabalhou nas Representações Pontifícias na Guiné, Chile, Estados Unidos e Jordânia. Transferido para a Secção de Relações com os Estados e Organismos Internacionais da Secretaria de Estado, foi depois nomeado para a Secção de Assuntos Gerais da Secretaria de Estado, como Chefe de Organização das Viagens Apostólicas. Transferido para a nunciatura apostólica em Portugal, depois foi nomeado Subsecretário da Seção de Pessoal Diplomático da Santa Sé, em 17 de dezembro de 2020.
Em 16 de junho de 2023, o Papa Francisco o nomeou núncio apostólico na Costa do Marfim, com a dignidade de arcebispo titular de Cingoli. Recebeu a ordenação episcopal em 9 de setembro, na Basílica de São Pedro, por imposição das mãos do Cardeal Secretário de Estado Pietro Parolin, coadjuvado por Rubén Salazar Gómez, cardeal arcebispo emérito de Bogotá e por Baselios Cleemis Thottunkal, arcebispo maior da Arquieparquia Maior de Trivandrum da Igreja Católica Siro-Malancar.
É fluente, além do espanhol nativo, em italiano, inglês, português e francês.